# Vůz Btu590 ČD

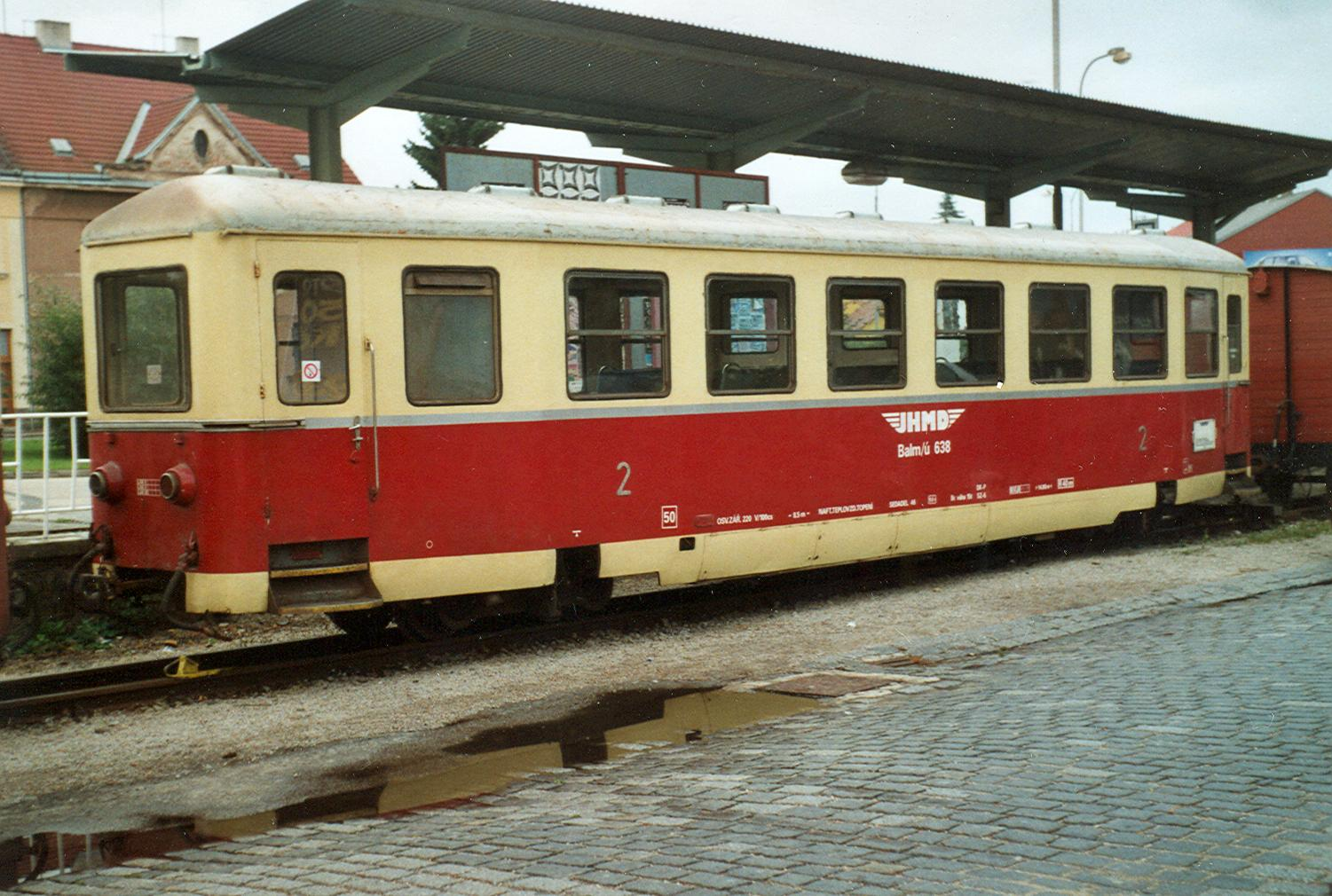
Vůz Balm/ú 638 Jindřichohradeckých místních drah

Přípojný vůz řady Btu590 (původně do roku 2001 řada Balm/u či Balm/ú, do roku 2009 řada Btu, v letech 1996–2009 také řada 005) je přípojný vůz používaný na českých úzkorozchodných železničních tratích. Byl reakcí na zavedení motorových lokomotiv T 47.0 na tyto tratě během roku 1959. Lokomotiva totiž neměla žádné zařízení pro vytápění a osvětlení vlaku, takže pasažérům přinesly spíše zhoršení kultury cestování, neboť osobní vozy vytápěla kamna. V listopadu 1961 proto provedl Výzkumný ústav kolejových vozidel (VÚKV) na všech československých úzkorozchodných tratích průzkum, jehož účelem byl vývoj a dodávka nových úzkorozchodných vozů. Odborníci z výzkumného ústavu zkonstruovali nový typ podvozku podle vzoru úzkorozchodných tramvají. Tento podvozek byl dosazen na vůz Balm/ú a roku 1963 zkoušen na trati Trenčianské elektrické železnice.
Vedle Trenčianské železnice jezdily tyto vozy například na úzkorozchodné trati z Frýdlantu do Heřmanic, stále jsou v provozu na tratích z Jindřichova Hradce do Obrataně, respektive do Nové Bystřice a na dráze z Třemešné do Osoblahy.

## Technické parametry vozu
Přehled parametrů osobního vozu:
- délka: 14 800 mm
- šířka skříně: 2 400 mm
- výška bez větraček: 3 291 mm
- rozvor podvozku: 1,35 m
- vzdálenost otočných čepů: 8,50 m
- průměr kol: 620 mm
- průměrná váha vozu: 13,25 t

Ve voze bylo ve dvou oddílech celkem 46 míst 2. třídy, jedna toaleta a 90 míst k stání.

## Historické vozy
- Btu590 902 (Národní technické muzeum, depozitář Chomutov)
- Btu590 908 (České dráhy, železniční muzeum Lužná u Rakovníka)